# 重盛寿治
重盛 寿治（しげもり としはる、1901年4月29日 - 1997年12月14日）は日本の労働運動家。政治家。参議院議員（2期）、衆議院議員（1期）。

## 来歴
長野県上伊那郡西箕輪村（現伊那市）生まれ。大正8年（1919年）旧制蔵前工業専修学校（東京工業大学附属科学技術高等学校）建築学科卒業。昭和9年（1934年）東京市電気局自動車課に入局し、同年の労働争議に参加。同14年（1939年）東京交通労働組合の大会で常任委員に就任し、翌15年（1940年）同組合中央執行委員長に就任。
同20年（1945年）日本社会党に参画し、前記の労働組合を再建し、初代中央執行委員長に就任。同25年（1950年）第2回参議院議員通常選挙に東京都選挙区から出馬し初当選。参議院議員を2期務め、同37年（1962年）第6回参議院議員通常選挙で落選。翌同38年（1963年）第30回衆議院議員総選挙に東京4区から出馬、当選し衆議院に鞍替えした。衆議院議員を1期務め、同42年（1967年）第31回衆議院議員総選挙で落選。同46年（1971年）中央労働災害防止協会監事、同47年（1972年）目黒ターミナルビル社長。
1997年12月14日午前6時20分、老衰のため東京都中野区の慈生会病院で死去、96歳没。死没日をもって正四位に叙される。

## 栄典
- 昭和46年（1971年） - 勲二等旭日重光章
- 平成10年（1997年） - 正四位